# Superliga de Turquía 2006-07
La Superliga de Turquía 2006-07 (Turkcell Süper Lig por razones de patrocinio) fue la 49.ª edición de la primera división del fútbol en Turquía. La temporada comenzó el 4 de agosto de 2006 y finalizó el 26 de mayo de 2007.

## Tabla de posiciones
| Pos | Equipo         | PJ | PG | PE | PP | GF | GC | Dif | Pts |
| --- | -------------- | -- | -- | -- | -- | -- | -- | --- | --- |
| 1   | Fenerbahçe     | 34 | 20 | 10 | 4  | 65 | 31 | +34 | 70  |
| 2   | Beşiktaş       | 34 | 18 | 7  | 9  | 43 | 32 | +11 | 61  |
| 3   | Galatasaray    | 34 | 15 | 11 | 9  | 58 | 37 | +21 | 56  |
| 4   | Trabzonspor    | 34 | 15 | 7  | 12 | 54 | 44 | +10 | 52  |
| 5   | Kayserispor    | 34 | 13 | 12 | 9  | 54 | 43 | +11 | 51  |
| 6   | Gençlerbirliği | 34 | 14 | 6  | 14 | 43 | 42 | +1  | 48  |
| 7   | Sivasspor      | 34 | 14 | 6  | 14 | 41 | 44 | -3  | 48  |
| 8   | Ankaraspor     | 34 | 10 | 17 | 7  | 43 | 38 | +5  | 47  |
| 9   | Konyaspor      | 34 | 12 | 9  | 13 | 42 | 44 | -2  | 45  |
| 10  | Bursaspor      | 34 | 12 | 9  | 13 | 36 | 42 | -6  | 45  |
| 11  | Gaziantepspor  | 34 | 11 | 10 | 13 | 31 | 39 | -8  | 43  |
| 12  | Manisaspor     | 34 | 11 | 9  | 14 | 41 | 45 | -4  | 42  |
| 13  | Ankaragücü     | 34 | 11 | 9  | 14 | 32 | 39 | -7  | 42  |
| 14  | Denizlispor    | 34 | 9  | 14 | 11 | 33 | 40 | -7  | 41  |
| 15  | Rizespor       | 34 | 11 | 7  | 16 | 34 | 40 | -6  | 40  |
| 16  | Antalyaspor    | 34 | 8  | 15 | 11 | 32 | 36 | -4  | 39  |
| 17  | Erciyesspor1   | 34 | 9  | 10 | 15 | 29 | 49 | -20 | 37  |
| 18  | Sakaryaspor    | 34 | 4  | 10 | 20 | 25 | 51 | -26 | 22  |

1 Erciyesspor jugó en la segunda ronda clasificatoria de la Copa de la UEFA 2007-08 a pesar de descender a la TFF Primera División.
PJ = Partidos jugados; PG = Partidos ganados; PE = Partidos empatados; PP = Partidos perdidos; GF = Goles a favor; GC = Goles en contra; Dif = Diferencia de gol; Pts = Puntos 
|  | Tercera ronda clasificatoria de la Liga de Campeones de la UEFA 2007-08 |
|  | Segunda ronda clasificatoria de la Liga de Campeones de la UEFA 2007-08 |
|  | Primera ronda de la Copa de la UEFA 2007-08                             |
|  | Segunda ronda de la Copa Intertoto de la UEFA 2007                      |
|  | Descenso a la TFF Primera División                                      |

|                                    |
| Campeón Fenerbahçe SK 17.mo título |

## Goleadores
| Jugador         | Goles | Equipo            |
| --------------- | ----- | ----------------- |
| Alex            | 19    | Fenerbahçe SK     |
| Ümit Karan      | 18    | Galatasaray SK    |
| Gökhan Ünal     | 16    | Kayserispor       |
| Umut Bulut      | 15    | Trabzonspor       |
| Isaac Promise   | 12    | Gençlerbirliği    |
| Bobô            | 12    | Beşiktaş JK       |
| Okan Öztürk     | 11    | Gençlerbirliği    |
| Ersen Martin    | 10    | Trabzonspor       |
| Saša Ilić       | 10    | Galatasaray SK    |
| Coşkun Birdal   | 10    | Antalyaspor       |
| Pini Balili     | 9     | Sivasspor         |
| Filip Hološko   | 9     | Vestel Manisaspor |
| Tuncay Şanlı    | 9     | Fenerbahçe SK     |
| Mehmet Yıldız   | 9     | Sivasspor         |
| Jabá            | 8     | Ankaraspor        |
| Zdravko Lazarov | 8     | Erciyesspor       |